# كريستيان زايدل
كريستيان زايدل (بالألمانية: Christian Seidel)‏ هو منتج أفلام وكاتب ألماني، ولد في 18 يناير 1959.

## وصلات خارجية
- كريستيان سيدل على موقع IMDb (الإنجليزية)